# Torneo WTA de Bucarest 2024
El Țiriac Foundation Trophy 2024 fue un torneo de tenis profesional jugado en canchas de tierra batida. Se trató de la 9.ª edición del torneo que formó parte de los Torneos WTA 125s en 2024. Se llevó a cabo en Bucarest, Rumania, entre el 9 de septiembre al 15 de septiembre de 2024 sobre pista de tierra batida.

## Cabezas de serie

### Individuales
| Tenista             | Ranking | Preclasificada |
| María Lourdes Carlé | 83      | 1              |
| Tamara Korpatsch    | 111     | 2              |
| Irina-Camelia Begu  | 99      | 3              |
| Darja Semeņistaja   | 130     | 4              |
| Anca Todoni         | 134     | 5              |
| Séléna Janicijevic  | 159     | 6              |
| Ekaterina Makarova  | 163     | 7              |
| Katarzyna Kawa      | 181     | 8              |
| Miriam Bulgaru      | 183     | 8              |

- Ranking del 26 de agosto de 2024.

### Dobles
| Tenista                      | Ranking | Preclasificada |
| Francisca Jorge Anna Sisková | 180     | 1              |
| Amina Anshba Conny Perrin    | 193     | 2              |

## Campeonas

### Individuales femeninos
Miriam Bulgaru venció a  Kathinka von Deichmann por 6–3, 1–6, 6–4

### Dobles femenino
Carole Monnet /  Darja Semeņistaja vencieron a  Aliona Bolsova /  Katarzyna Kawa por 1–6, 6–2, [10–7]